# Đorđe Đikanović
Đorđe Đikanović uváděný i jako Djordje Djikanović [džordže džikanovič] (srbsky Ђорђе Ђикановић, * 18. srpna 1984, Igalo, SFR Jugoslávie) je bývalý černohorský fotbalový obránce.
Mimo Černou Horu působil na klubové úrovni v Albánii, Kataru a Saúdské Arábii.